# Gustav Bolin
Pour les articles homonymes, voir Bolin.
Gustav Bolin est un peintre d'origine suédoise et russe, né le 6 décembre 1920 à Stockholm et mort le 9 août 1999 à Antibes.

## Biographie
Le père de Gustav Bolin était d'origine russe et, durant trois générations, la famille Bolin a vécu à Saint-Petersbourg, travaillant pour la cour impériale. Gustav Bolin s'installe en France en 1921 et s'inscrit en 1938 au cours d’Emile Othon Friesz à l'Académie de la Grande Chaumière.
Après avoir passé une année à Stockholm en 1940, Bolin revient en France dans un Paris occupé et séjourne alors à Mirmande, Valence et Marseille où il peindra de nombreux paysages aux côtés de Charles Rollier, Alexandre Garbell et Pierre Tal Coat. Le groupe expose au musée de Valence et Bolin vend son premier tableau. En 1943, il accomplit un « voyage-pèlerinage » dans la région d’Aix, à la recherche de Cézanne. Dans la même année, Bolin décide de rentrer à Paris pour s’installer dans l’atelier que lui prête Pierre Tal-Coat situé dans le quartier de Plaisance. C’est l’époque de sa première rencontre avec Picasso et de nombreux artistes dans des cafés du quartier du Montparnasse, Le Dôme et La Coupole, et à Saint-Germain-des-Prés, dans le fameux Café de Flore. Dans ce bouillonnement artistique, Gustav rencontre Simone qui deviendra sa femme. Il fait alors de longs séjours en Anjou, dans sa belle-famille, et peint de nombreux portraits et paysages.

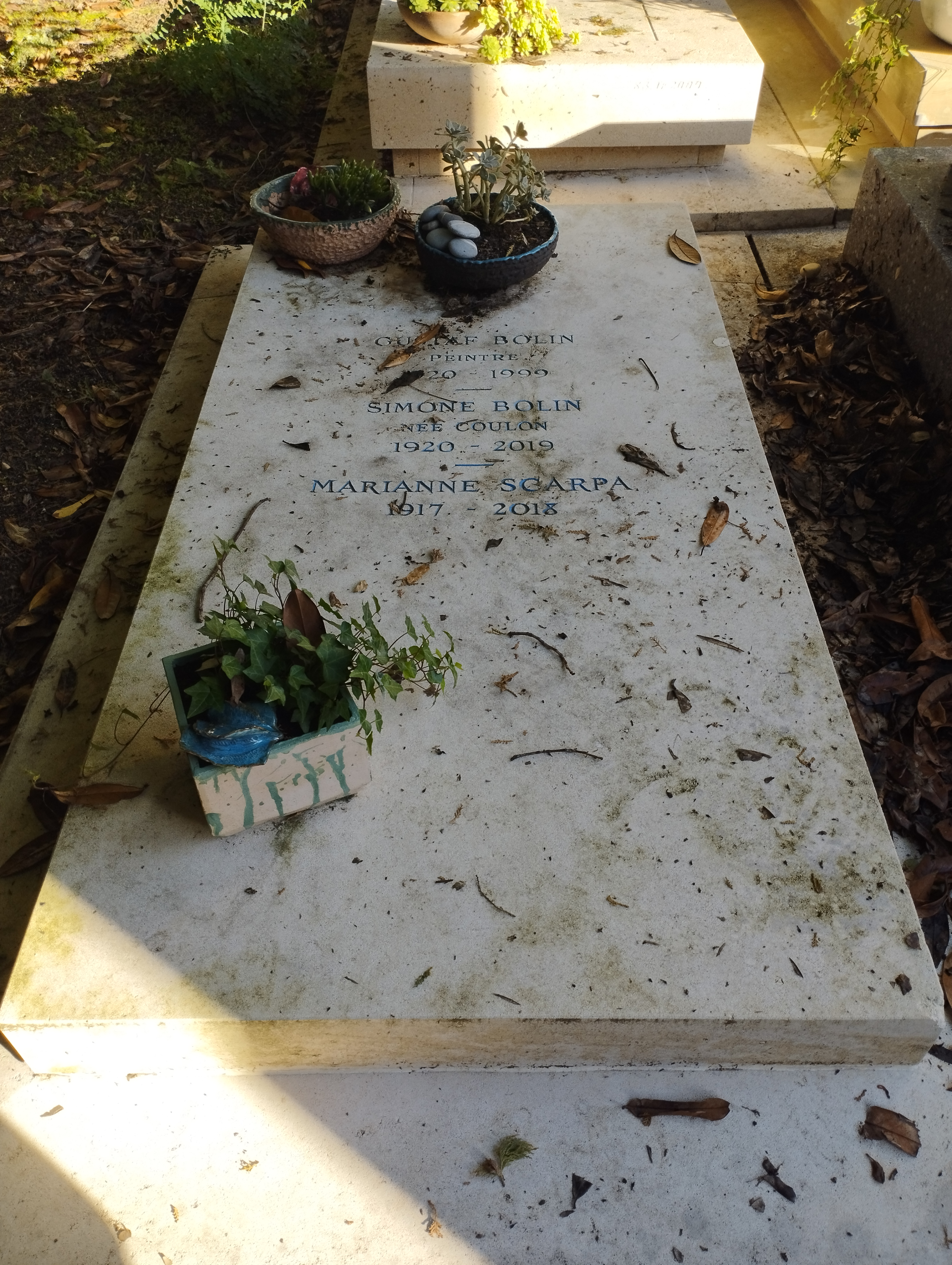
Tombe de Gustav Bolin au cimetière du Montparnasse (division 25).

À Paris, Gustav Bolin fréquente Diego Giacometti qui lui trouve un atelier près du sien, dans la rue du Moulin-Vert, qu'il conservera toute sa vie. Il revoit à cette époque Charles Rollier et tisse des liens très amicaux avec Nicolas de Staël. Il rencontre également Pierre Courthion, critique et historien d’art, qui deviendra par la suite l'un de ses plus fidèles défenseurs. En 1948, une exposition personnelle dans la Galerie Pierre Loeb, lui est consacrée. Dès lors, les critiques ne cesseront de suivre son travail au fil des années. Durant les fameux « Mercredis des Batignolles », organisés par Pierre Courthion, Bolin rencontre Charles Lapicque, Jean Bazaine, Maurice Estève, Pierre Tal Coat, Nicolas de Staël, Charles Rollier, Édouard Pignon, Alexandre Garbell… En 1949, il conclut des contrats avec plusieurs galeries nationales et internationales notamment à Stockholm, mais aussi à New York et Tokyo. En 1973, le Musée Galliera de Paris expose un important ensemble de ses peintures aux côtés de Bengt Lindström.
Partageant son temps entre son atelier de Paris et celui d’Antibes, Gustav Bolin travaille en s’adaptant spontanément au lieu. Il s’éteint à Antibes en août 1999.
L'Hôtel de ville de Paris, avec le concours de l’Ambassade de Suède et du Centre culturel suédois, lui rendra un hommage vibrant à travers une grande rétrospective organisée dans le Salon des Tapisseries au printemps 2006 et une seconde à l’automne de la même année dans la salle d’exposition du Louvre des antiquaires.
Il est inhumé au cimetière du Montparnasse (division 25, grand cimetière).

## L'œuvre
Librement figurative de 1943 à 1968, la peinture de Gustav Bolin se développe de 1969 à 1980 dans le champ de la non figuration. Puis, comme il l'écrit dans ses « Carnets », « les signes abstraits deviennent peu à peu branches, vagues, etc. et enfin figures humaines. Le sujet est à nouveau intégré. »
« Entre figuration et abstraction, son art est une perpétuelle recherche d'indépendance et d'harmonie. Ses personnages nous émeuvent, ses labyrinthes nous étourdissent, ses lumières nous apaisent : chaque tableau est une aventure singulière qui ne saurait laisser indifférent l'observateur attentif. », écrit en 2006 Bertrand Delanoë dans sa préface de l'exposition de Bolin à l'Hôtel de Ville de Paris.

## Principales expositions

### France, Belgique, Italie
- 1948, Galerie Pierre Loeb, Paris
- 1950, Galerie Art Vivant, Paris; Galerie du Haut-Pavé, Paris (avec Bazaine, Nicolas de Staël, Estève, Lapicque, Tal Coat; « Expression et Création », Galerie Art Vivant, avec de Staël, Villon, Bissière, Chatel, Cottavoz, Estève, Garbell, Germain, Lapicque, Masson, Miró, Poliakoff, Tal Coat
- 1957, « Convergence », Galerie Art Vivant, Paris, avec G. Asse, Germain, Debré, Lanskoy, Lesieur, Rollier, de Staël
- 1959, Galerie de l’Ancienne Comédie, Paris, groupe de 25 peintres
- 1960, Galerie Coard, Paris ; Galerie Kriegel, Paris
- 1963, Grands et jeunes d'aujourd'hui, Galerie Charpentier, Paris (avec Georges Feher, Eduardo Arroyo, Orlando Pelayo, Albert Bitran et André Cottavoz, sous le parrainage d'Alexandre Garbell; Galerie Kriegel, Paris
- 1965, Galerie Kriegel, Paris
- 1966, Galerie Kriegel, Paris
- 1969, Galerie Septentrion, Lille
- 1970, Galerie Renée Laporte, Antibes ; Biennale de Menton
- 1973-1974, Musée Galliera, Paris (préface de Georges Boudaille)
- 1975, Galerie Art Streaming, Paris
- 1977, « L’aventure de Pierre Loeb », Musée d’Art moderne de Paris
- 1979, Musée d’Ixelles, Bruxelles
- 1980, Galerie Coard, Paris
- 1981, « Fiac », stand LeifStahle, Paris (Bolin, Germain, Lindström)
- 1982, Centre culturel suédois, Paris
- 1983, Galerie Coard, Paris
- 1985, Galerie Coard, Paris
- 1988, Galerie Coard, Paris
- 1989, Galerie Coard, Paris
- 1990, « 10 jours avec la Suède », Grande Arche, La Défense
- 1991, Galerie Désiré, Lyon
- 1992, Galerie Coard, Paris
- 1993, Association artistique suédoise de Paris
- 1995, « Rétrospective », Galerie Dionne, Paris
- 1999, Galerie Nicolas Deman, Paris ; « Bolin, Lindström, Cobra », Fondation de la Ghironda, Bologne
- 2006, « Gustav Bolin, un peintre suédois de Paris », Hôtel de ville de Paris
- 2006, Rétrospective, Galerie A Tempera, Le Louvre des antiquaires, Paris
- 2007, « Gustav Bolin, période non figurative », Galerie A Tempera, Le Louvre des antiquaires, Paris
- 2009,  "Gustav Bolin, pastels", Galerie Chauvy, Paris, www.galeriefrance.com

### Suède
- 1970, Eklunds Konsthandel, Umeå
- 1976, Sollefteås Konstförening ; Stockholm ; Galleri Glimminge, Ystad
- 1977, Konstgården, Helsingborg
- 1978, Galleri Olga S, Stockholm
- 1981, International Art expo SIAE, Stockholm ; Galleri Fågelsång Helsingborg ; Galleri Eklund Umeå
- 1982, Galleri Fågelsång, Helsingborg ; International Art expo SIAE, Stockholm
- 1983, Galleri Östermalm Stockholm ; Agardsgalleriet, Båstad
- 1985, International Art expo SIAE, Stockholm
- 1987, Galleri Scandinavia, Göteborg
- 1989, Galleri Östermalm, Stockholm
- 1991, Galleri Scandinavia, Göteborg

### Japon
- 1964, Galerie Nichido, Tokyo
- 1967, Exposition internationale du figuratif, Tokyo
- 1968, Galerie Nichido, Tokyo
- 1969, Galerie Nichido, Tokyo
- 1969, Biennale de Tokyo, Salon international de Tokyo

### États-Unis
- 1963, David Findley, New York
- 1967, David Findley, New York
- 1968, David Findley, New York

### Canada
- 1983, Galerie Trevisan, Edmonton